# Trường Đại học Kinh tế – Tài chính Thành phố Hồ Chí Minh
Trường Đại học Kinh tế - Tài chính thành phố Hồ Chí Minh (tiếng Anh: Ho Chi Minh City University of Economics and Finance, viết tắt: UEF) là một đại học tư thục tại Việt Nam, được thành lập theo quyết định số 1272/QĐ-TTg ngày 24 tháng 9 năm 2007 của Thủ tướng Chính phủ Nguyễn Tấn Dũng.
Vào năm 2014, sau 8 năm hoạt động gắng gượng, các nhà đầu tư của trường Đại học Kinh tế - Tài chính thành phố Hồ Chí Minh đã bán lại trường cho chủ thương hiệu Đại học HUTECH Kiều Xuân Hùng với giá gần 200 tỷ đồng.

## Lịch sử
Trường Đại học Kinh tế – Tài chính Thành phố Hồ Chí Minh được thành lập vào ngày 24 tháng 9 năm 2007 theo quyết định số 1272/QĐ-TTg của Thủ tướng Chính phủ Nguyễn Tấn Dũng. Trường được hoạt động với phương châm "Chất lượng - Hiệu quả - Hội nhập".
Năm 2014, sau 8 năm gắng gượng trường đã được bán cho Công ty cổ phần Đầu tư phát triển giáo dục HUTECH, Kiều Xuân Hùng, với giá gần 200 tỷ đồng. Bấy giờ, giá học phí của trường lên tới gần 80 triệu đồng / một năm nên trước khi thay tên đổi chủ, việc tuyển sinh của trường lúc nào cũng chưa đạt múc 50% chỉ tiêu.

## Quy mô
Khuôn viên chính của Trường Đại học Kinh tế - Tài chính thành phố Hồ Chí Minh tọa lạc tại 141 - 145 đường Điện Biên Phủ, phường 15, quận Bình Thạnh và trường chuyển đổi cơ sở chính trước đó ở số 276 - 282 đường Điện Biên Phủ, phường 17, quận Bình Thạnh, Thành phố Hồ Chí Minh về làm cơ sở phụ. Ngoài ra, trường Đại học này còn đang triển khai dự án tại khu Nam Sài Gòn với diện tích 5,5 ha. Dự án đã được chính thức khởi công vào sáng ngày 20 tháng 3 năm 2021.
Cơ sở chính hiện tại của trường có diện tích sàn xây dựng vào khoảng  24.000 m² với 23 tầng nổi và 3 tầng hầm.

## Cơ cấu tổ chức

### Ban giám hiệu
| STT | Chức vụ                     | Trình độ              | Họ và tên         |
| --- | --------------------------- | --------------------- | ----------------- |
| 1   | Hiệu trưởng                 |                       |                   |
| 2   | Phó Hiệu trưởng thường trực | Phó Giáo sư - Tiến sĩ | Ngô Cao Cường     |
| 3   | Phó Hiệu trưởng             | Tiến sĩ               | Hổ Viễn Phương    |
| 4   | Phó Hiệu trưởng             | Tiến sĩ               | Lý Thiên Trang    |
| 5   | Phó Hiệu trưởng             | Tiến sĩ               | Nhan Cẩm Trí      |
| 6   | Phó Hiệu trưởng             | Tiến sĩ               | Đỗ Hữu Nguyên Lộc |
| 7   | Phó Hiệu trưởng             | Tiến sĩ               | Phạm Doãn Nguyên  |

### Hội đồng trường
| STT | Chức vụ                      | Trình độ              | Họ và tên          |
| --- | ---------------------------- | --------------------- | ------------------ |
| 1   | Chủ tịch Hội đồng trường     | Tiến sĩ               | Kiều Xuân Hùng     |
| 2   | Phó Chủ tịch Hội đồng trường | Phó Giáo sư - Tiến sĩ | Bùi Xuân Lâm       |
| 3   | Phó Chủ tịch Hội đồng trường | —                     | Đỗ Quốc Anh        |
| 4   | Thành viên Hội đồng trường   | Tiến sĩ               | Nguyễn Thanh Giang |
| 5   | Thành viên Hội đồng trường   | Phó Giáo sư - Tiến sĩ | Ngô Cao Cường      |
| 6   | Thư ký Hội đồng trường       | Tiến sĩ               | Hồ Viễn Phương     |

## Chất lượng đào tạo

### Đội ngũ giảng viên
Tính đến tháng 9 năm 2017, trường có 135 giảng viên. Trong đó có 1 giáo sư, 4 phó giáo sư, 31 tiến sĩ, 90 giảng viên có trình độ thạc sĩ và 9 giảng viên có trình độ đại học.

## Hệ thống đào tạo

### Trình độ Đại học
Chính quy

### Trình độ Thạc sĩ
Quản trị Kinh doanh
Tài chính - Ngân hàng
Kế toán
Ngôn ngữ Anh
Công nghệ Thông tin (IT)

### Đào tạo Quốc tế
Sinh viên UEF có cơ hội lựa chọn học 1 hoặc 2 năm cuối theo chương trình hợp tác với những trường Đại học Quốc tế uy tin tại nước ngoài và nhận bằng cấp quốc tế từ các nền giáo dục tiên tiến như Hoa Kỳ, Anh, Pháp, Úc...
Chương trình Chuyển tiếp (2 năm đầu UEF - 2 năm cuối tạo các trường Quốc tế khác)
Chương trình đạo tạo Song ngữ
Chương trình Quốc tế (Du học tại chỗ - Sinh viên được đào tạo theo chương trình nước ngoài ngay tại Việt Nam).

## Hệ thống Khoa - Ngành

### Gồm 7 khoa đào tạo:
1. Khoa Kinh tế
2. Khoa Quan hệ công chúng và Truyền thông
3. Khoa Công nghệ thông tin
4. Khoa Tiếng Anh
5. Khoa Luật và Quan hệ quốc tế
6. Khoa Quản trị du lịch - Khách sạn
7. Khoa Ngôn ngữ và Văn hóa quốc tế
8. khoa marketing
9. khoa tài chính - ngân hàng

### Ngành đào tạo:

#### Quản trị kinh doanh
Quản tri kinh doanh là hành vi quản trị quá trình kinh doanh để duy trì, phát triển công việc kinh doanh của doanh nghiệp, bao gồm việc cân nhắc, tạo ra hệ thống, quy trình và tối đa hóa "hiệu suất", "quản lý hoạt động kinh doanh" bằng quá trình tư duy và ra quyết định của nhà quản lý.

#### Tài chính – Ngân hàng
Tài chính – Ngân hàng là kinh doanh về lĩnh vực tiền tệ thông qua ngân hàng và các công cụ tài chính được ngân hàng phát hành nhằm bảo lãnh, thanh toán, chi trả trong nội địa và quốc tế.

#### Kế toán
Kế toán là công việc ghi chép, thu nhận, xử lý và cung cấp các thông tin về tình hình hoạt động tài chính của một tổ chức, một doanh nghiệp, một cơ quan nhà nước, một cơ sở kinh doanh tư nhân.

#### Công nghệ thông tin
Công nghệ thông tin (IT – Information Technology) là một thuật ngữ bao gồm phần mềm, mạng lưới internet, hệ thống máy tính sử dụng cho việc phân phối và xử lý dữ liệu, trao đổi, lưu trữ và sử dụng thông tin dưới hình thức khác nhau.

#### Ngôn ngữ Anh
Ngôn ngữ Anh là ngành học nghiên cứu về các phương pháp học tập loại ngôn ngữ phổ biến là tiếng Anh, đồng thời đây còn là ngành học nghiên cứu về lịch sử, con người, văn hóa của các quốc gia, dân tộc sử dụng tiếng Anh trên thế giới.

#### Luật Kinh Tế
Luật Kinh tế là một bộ phận của pháp luật về kinh tế, là hệ thống các quy phạm pháp luật do nhà nước ban hành để điều chỉnh các quan hệ kinh tế phát sinh trong quá trình tổ chức và quản lý kinh tế của nhà nước và trong quá trình sản xuất kinh doanh giữa các chủ thể kinh doanh với nhau

#### Marketing
Marketing là một hình thức không thể thiếu trong kinh doanh, bao gồm tất cả các hoạt động hướng tới khách hàng nhằm thỏa mãn nhu cầu và mong muốn của họ thông qua quá trình tiếp thị sản phẩm, phát triển thương hiệu.

#### Kinh doanh Quốc tế
Kinh doanh Quốc tế là một lĩnh vực năng động và mang tính toàn cầu thuộc nhóm ngành kinh doanh, cung cấp những kiến thức chung về quản trị kinh doanh, về chiến thuật, chiến lược kinh doanh xuyên quốc gia.

#### Thương mại điện tử
Thương mại điện tử là quá trình tiến hành một phần hay toàn bộ hoạt động thương mại thông qua những phương tiện điện tử hiện đại. Về bản chất, thương mại điện tử không thay đổi so với các hoạt động thương mại truyền thống. Tuy nhiên, bằng các phương tiện điện tử mới, các hoạt động giao dịch, mua bán, quảng bá được thực hiện nhanh chóng, hiệu quả hơn, giúp tiết kiệm chi phí và mở rộng phạm vi kinh doanh.

#### Quản trị khách sạn
Quản trị khách sạn là các hoạt động quản lý và tổ chức các hoạt động của khách sạn một cách hiệu quả và hợp lý bao gồm các công việc: lên kế hoạch làm việc cụ thể, khoa học cho từng bộ phận và phân công, đôn đốc nhân viên thực hiện đúng kế hoạch; lập các báo cáo kết quả tài chính, lập ra quy tắc trong việc quản lý nhân sự, quản lý tỷ lệ phòng bán ra và phòng còn trống, quản lý việc chế biến thực phẩm

#### Quan hệ công chúng (PR)
Quan hệ công chúng (PR) được hiểu là việc thực hiện các công việc, chiến lược cụ thể nhằm thiết lập cầu nối giữa tổ chức, doanh nghiệp với cộng đồng, khách hàng (hiện tại và tiềm năng), nhà đầu tư, giới truyền thông... nhằm định hình, khẳng định tên tuổi, thương hiệu sản phẩm hoặc đơn vị trong toàn bộ hoạt động và tiến trình phát triển.

#### Quản trị Nhân lực
Quản trị nhân lực là nghệ thuật chọn lựa những nhân viên mới và sử dụng những nhân viên cũ sao cho năng suất và chất lượng công việc của mỗi người đều đạt tới mức tối đa có thể được

#### Quản trị dịch vụ lữ hành
Quản trị dịch vụ du lịch và lữ hành gồm các hoạt động thiết kế, xây dựng chiến lược phát triển du lịch, quản lý và điều hành du lịch, tổ chức sự kiện du lịch, phân công công việc cho các hướng dẫn viên du lịch, tiếp nhận thông tin để phối hợp với các bộ phận, cơ quan chức năng giải quyết phát sinh trong lĩnh vực du lịch

#### Quan hệ quốc tế
Quan hệ quốc tế được hiểu là ngành học nghiên cứu về ngoại giao và các vấn đề toàn cầu giữa các nước thông qua những hệ thống quốc tế, bao gồm các quốc gia, tổ chức đa chính phủ, tổ chức phi chính phủ, và các công ty đa quốc gia. Bên cạnh chính trị học, quan hệ quốc tế còn quan tâm đến những lĩnh vực khác nhau như kinh tế, lịch sử, luật, địa lý, xã hội học, nhân loại học, tâm lý học, và văn hóa học...